# Horacio Potel
Horacio Potel (4 de abril de 1960- 27 de septiembre de 2017) fue un filósofo argentino y activista del conocimiento libre.

## Biografía
Estudió arquitectura en la Universidad de Buenos Aires y posteriormente filosofía. Trabajó como profesor de ética y epistemología en la Universidad Nacional de Lanús.
Creador de tres webs sobre filósofos: Nietzsche, Heidegger y Derrida, fue acusado por quebrantar los derechos de autor a través de internet por la editorial francesa Les Édicions de Minuit en 2008, cuando sus sitios web ya llevaban casi 10 años en línea. Luego de esto se dedicó a abogar por la libertad del conocimiento en la web a través de diversos artículos, charlas y entrevistas.